# Elinor Ostrom
Elinor Ostrom (Los Angeles, 7 de agosto de 1933 — Bloomington (Indiana), 12 de junho de 2012) foi uma economista americana.  Em 2009, ela compartilhou o Prêmio Nobel de Ciências Econômicas com Oliver E. Williamson por "sua análise da governança econômica, especialmente os comuns". Foi a primeira mulher a ganhar o Prêmio Nobel de Economia. 
Depois de se formar com um B.A. E Ph.D. na UCLA (Universidade da Califórnia em Los Angeles), Ostrom morou em Bloomington, Indiana, e atuou na faculdade da Universidade de Indiana, com uma afiliação tardia à Arizona State University. Foi professora distinta da Universidade de Indiana e do professor Arthur F. Bentley de Ciência Política e co-diretor do Workshop de Teoria Política e Análise de Políticas na Universidade de Indiana, bem como professor de pesquisa e diretor fundador do Centro de Estudos de Diversidade institucional na Arizona State University, em Tempe. Ela foi pesquisadora principal do Programa de Apoio à Pesquisa Colaborativa em Agricultura Sustentável e Recursos Naturais (SANREM CRSP), administrado pela Virginia Tech e financiado pela USAID.  A partir de 2008, ela e o marido Vincent Ostrom aconselharam o jornal Transnational Corporations Review .
Desenvolveu uma linha de pesquisa sobre os  bens comuns, influenciada pela nova economia institucional. Seu trabalho descreve a formação de uma relação sustentável entre o homem e os ecossistemas, através de arranjos institucionais que se desenvolveram ao longo de milhares de anos.

## Vida pessoal e educação[2]
Elinor Claire Awan nasceu em Los Angeles, Califórnia, como a única filha de Leah Hopkins, uma músicista, e Adrian Awan, um cenógrafo. Seus pais se separaram no início de sua vida, e Elinor morava com sua mãe na maioria das vezes. Ela freqüentou uma igreja protestante com sua mãe e freqüentemente passou os fins de semana com a família judaica de seu pai. Crescendo na era pós-depressão para os artesãos divorciados, Ostrom descreveu-se como uma "criança pobre".
Ostrom se formou na Beverly Hills High School em 1951 e recebeu um B.A. (Com honras) na ciência política na UCLA em 1954. Por atender várias aulas extras ao longo dos semestres, ela conseguiu se formar em três anos, sem nenhuma dívida. Ela trabalhou na biblioteca, bazares e numa livraria para pagar suas mensalidades. Ostrom se casou com um colega de classe, Charles Scott, e trabalhou na General Radio em Cambridge, Massachusetts, enquanto Scott atendeu a Harvard Law School. Eles se divorciaram vários anos depois, quando Ostrom começou a contemplar um doutorado.
Como estudante do ensino médio, Elinor Ostrom foi desencorajada ao estudar a trigonometria, já que as meninas sem notas altas em Álgebra e Geometria não podiam cursar a matéria em questão. Por conseguinte, foi rejeitada por um doutorado em economia na UCLA.  Ela foi admitida no programa de pós-graduação da UCLA em ciência política, onde foi premiada com um M.A. em 1962 e um doutorado em 1965. Se casou com o cientista político Vincent Ostrom em 1963, a quem conheceu enquanto ajudava suas pesquisas sobre governança de recursos hídricos no sul da Califórnia. O casal mudou-separa Bloomington, Indiana, em 1965, quando Vincent aceitou uma cátedra de ciência política na Universidade de Indiana.  Ela se juntou à faculdade como Professor Assistente Visitante, ensinando um curso no governo americano.

## Carreira
Em 1973, Ostrom e seu marido fundaram o Workshop em Teoria Política e Análise de Políticas na Universidade de Indiana.  Examinando o uso da ação coletiva, a confiança e a cooperação na gestão de recursos de pool comuns (CPR), sua abordagem institucional de política pública, conhecida como análise institucional e estrutura de desenvolvimento (IAD), foi considerada suficientemente distinta para ser pensada Como uma escola separada de teoria de escolha pública. Ela escreveu muitos livros nos campos da teoria organizacional, da ciência política e da administração pública.

## Pesquisa
O trabalho inicial da Ostrom enfatizou o papel da escolha pública nas decisões que influenciam a produção de bens e serviços públicos.  Entre seus trabalhos mais conhecidos nesta área, está o estudo sobre a policentricidade das funções policiais na área da Região Metropolitana de Saint Louis. Ela, mais tarde, e mais famosa, trabalhou focada em como os seres humanos interagem com os ecossistemas para manter rendimentos de recursos sustentáveis a longo prazo. O conjunto de recursos comuns inclui muitas florestas, pescas, campos petrolíferos, pastagens e sistemas de irrigação. Ela conduziu seus estudos de campo sobre a gestão de pastagens pelos moradores da África e o gerenciamento de sistemas de irrigação nas aldeias do oeste do Nepal (por exemplo, Dang Deukhuri). Seu trabalho considerou como as sociedades desenvolveram diversos arranjos institucionais para a gestão dos recursos naturais e evitando o colapso do ecossistema em muitos casos, embora alguns arranjos não tenham conseguido evitar o esgotamento dos recursos. Seu trabalho enfatizou a natureza multifacetada da interação homem-ecossistema e argumenta contra qualquer "panacéia" singular para problemas individuais do sistema social e ecológico.

### Princípios do projeto para instituições Common Pool Resource (CPR)
Ostrom identificou oito "princípios de design" de gerenciamento de um conjunto de recursos comuns em local estável:
1. Definir claramente (definição clara do conteúdo do recurso de common pool e exclusão efetiva de partes externas não-direcionadas);
2. A apropriação e provisão de recursos comuns adaptados às condições locais;
3. Arranjos de escolha coletiva que permitem que a maioria dos apropriadores de recursos participe no processo de tomada de decisão;
4. Monitoramento efetivo por monitores que fazem parte ou responsáveis pelos apropriadores;
5. Uma escala de sanções graduadas para os apropriadores de recursos que violam as regras comunitárias;
6. Mecanismos de resolução de conflitos que são baratos e de fácil acesso;
7. Autodeterminação da comunidade reconhecida pelas autoridades de nível superior;
8. No caso de conjuntos de recursos comuns maiores, organização sob a forma de múltiplas camadas de empresas aninhadas, com pequenas CPRs locais no nível base.

Esses princípios foram, desde então, modificados e expandidos de maneira a incluir várias variáveis adicionais que possam afetar o sucesso dos sistemas de governança auto-organizados, incluindo a comunicação efetiva, a confiança interna e a reciprocidade e a natureza do sistema de recursos como um todo.
A Ostrom e seus muitos co-pesquisadores desenvolveram um abrangente "Sistema de Enquadramento Sociais-Ecológicos" (SES), dentro do qual está agora localizada uma grande parte da teoria ainda em evolução de recursos de pool comum e autogoverno coletivo.

### Proteção Ambiental
De acordo com o Instituto Norueguês para Pesquisa Urbana e Regional, "Ostrom advertiu contra unidades governamentais únicas a nível global para resolver o problema da ação coletiva de coordenar o trabalho contra a destruição ambiental. Em parte, isso deve-se à sua complexidade e, em parte, à diversidade de atores Envolvida. Sua proposta era a de uma abordagem policêntrica, onde decisões de gerenciamento de chaves deveriam ser feitas tão próximas do cenário dos eventos e dos atores envolvidos quanto possível ".

### A Lei de Ostrom
A Lei de Ostrom é um axioma que representa como os trabalhos de Elinor Ostrom em economia desafiam os quadros teóricos anteriores e os pressupostos sobre propriedades, especialmente os comuns. As análises detalhadas de Ostrom de exemplos funcionais dos comuns criam uma visão alternativa do arranjo de recursos que são praticamente e teoricamente possíveis. Esta lei epônima é declarada sucintamente por Lee Anne Fennell como:
Um arranjo de recursos que funciona na prática pode funcionar em teoria.